# Ismaïl I (nassarita)

Mapa de l'Emirat de Granada nassarita el 1306 sota el domini de Muhàmmad III.

Abu-l-Walíd Ismaïl o Ismaïl I fou un rei musulmà de la dinastia nassarita de Granada que va governar de 1314 a 1325. Era fill de Fàraj ibn Muhàmmad, governador de Màlaga, i va enderrocar al seu cosí Nasr ibn Muhàmmad que per raons desconegudes s'havia fet impopular.
Nasr va invocar la seva condició de vassall del rei de Castella (1315) per ser restaurat per aquest regne en el tron. La primavera del 1316 un important contingent castellà va sortir cap a Guadix, residència de Nasr i va interceptar a tropes marínides manades per Uthman ibn Abi l-Ula; la batalla es va lliurar a Alicún, al uadi Fortuna; les fonts no estan d'acord en qui va guanyar però es creu que els cristians van aconseguir un lleuger avantatge, ja que van poder ocupar Cambil i Alhabar (o Alharan), en direcció a Granada; un contraatac granadí contra Gibraltar fou rebutjar per l'infante castellà Don Pedro que els va perseguir fins que es va ajustar una treva (juliol del 1316 i tenia vigència fins al març de 1317. Després els combats es van reprendre i els castellans van saquejar Iznalloz, Pinar i Montexicar, no lluny de Granada. El 1318 van ocupar Belmez. Els granadins van demanar ajut als marínides però amb el control pels castellans de Tarifa i Gibraltar i el port de Ceuta en mans del governant Banu l-Azaf rebel Yahya ibn Abi-Tàlib Abd Al·lah, això era difícil.
Quan els castellans van ocupar Tiscar (llogaret al costat de Quesada, 26 de maig de 1319) i van llençar l'atac a la vega de Granada, els infantes Don Pedro i Don Juan el de Tarifa (regents en nom d'Alfons XI de Castella) van poder arribar fins als murs de la ciutat i es va iniciar un setge; llavors es va lliurar la batalla de la Vega de Granada (25 de juny) en què els castellans foren derrotats i van morir els dos infantes. Sembla que el senyor azàfida de Ceuta s'havia sotmès l'abril de 1319 i hauria permès l'enviament de forces que van salvar el regne. El 18 de juny de 1320 es va acordar una treva de 8 anys. El 1322 va morir Nasr eliminant així el perill d'aquest rival.
Les conquestes de Galera i Benamejí es van produir vers 1323. El 1324 va recuperar Baza (24 de juliol, batalla en què es va utilitzar per primer cop la pólvora) i el 1225 Orce, Huéscar, Galera i Martos.
Fou assassinat el 6 de juliol de 1325 en una baralla amb el seu cosí Muhammad ibn Ismail, governador d'Algesires. El va succeir el seu fill Muhammad IV ben Ismail.